# Sonneblinck
Sonneblinck is een dubbele woning aan de Steenhoffstraat 12a-b in de gemeente Soest in de provincie Utrecht.
Het pand werd ontworpen door architect B.W. Plooij uit Amersfoort.
Het landhuis heeft een met riet gedekt overstekend dak. De voorgevel van de linker gevel staat iets naar voren. Op beide zijden van de asymmetrische gevel staat een erker. Op deze erker is met tableautegels de naam Sonneblinck weergegeven. De linkergevel staat iets naar voren. De ingangen in beide gevels zijn precies gelijk. 